# Marathon van Eindhoven 2012
De marathon van Eindhoven 2012 (ook wel De Lage Landen Eindhoven 2012) werd gelopen op zondag 14 oktober 2012. Het was de 29e editie van deze marathon.
De wedstrijd bij de mannen werd gewonnen door de Keniaan Dickson Chumba. Hij bleef met 2:05.46 zijn landgenoot Franklin Chepkwony (2:06.11) ruim voor. Eric Ndiema maakte het Keniaanse podium compleet door met 2:06.17 als derde te eindigen. De wedstrijd bij de vrouwen werd gewonnen door de Ethiopische Aberume Mekuria in 2:27.20.
Het evenement was tevens het toneel van het Nederlands kampioenschap marathon. De nationale titels gingen naar Patrick Stitzinger (2:16.51) en Miranda Boonstra (2:28.18).
Jaarlijks wordt tijdens de marathon van Eindhoven het Benelux kampioenschap op de marathon georganiseerd. Deelnemers uit Nederland, België en Luxemburg strijden om deze titel en de bijbehorende beloning. Dit jaar bestond het podium uit drie Belgen: Abdelhadi El Hachimi (2:11.43), Willem Van Schuerbeeck (2:16.14) en het podium werd compleet gemaakt door Lander Van Droogenbroeck 2:16.49.
Naast de hele marathon kende het evenement ook wedstrijden over de halve marathon, 5 km en 2,5 km. Tijdens de halve marathon stierf een 39-jarige vrouw vier kilometer voor de finish.
In totaal finishten er 1285 marathonlopers.

## Uitslagen

### Mannen
| rang   | naam                     | land | tijd    | opmerkingen  |
| ------ | ------------------------ | ---- | ------- | ------------ |
| Goud   | Dickson Chumba           | KEN  | 2:05.46 |              |
| Zilver | Franklin Chepkwony       | KEN  | 2:06.11 |              |
| Brons  | Eric Ndiema              | KEN  | 2:06.17 |              |
| 4      | Tadessa Tola             | ETH  | 2:08.01 |              |
| 5      | Francis Bowen            | KEN  | 2:08.21 |              |
| 6      | Solomon Kiptoo           | KEN  | 2:08.30 |              |
| 7      | Stephen Tum              | ETH  | 2:08.39 |              |
| 8      | Weldon Kirui             | KEN  | 2:09.06 |              |
| 9      | Julius Chepkwony         | KEN  | 2:09.09 |              |
| 10     | Gezahagn Girma           | ETH  | 2:10.52 |              |
| 11     | Abdelhadi El Hachimi     | BEL  | 2:11.53 | 1e Benelux K |
| 12     | Sisay Jisa               | ETH  | 2:16.12 |              |
| 13     | Willem Van Schuerbeeck   | BEL  | 2:16.14 | 2e Benelux K |
| 14     | Shengo Kebede            | ETH  | 2:16.17 |              |
| 15     | Asmare Workneh           | ETH  | 2:16.22 |              |
| 16     | Lander Van Droogenbroeck | BEL  | 2:16.29 | 3e Benelux K |
| 17     | Nicholas Chelimo         | KEN  | 2:16.44 |              |
| 18     | Patrick Stitzinger       | NED  | 2:16.51 | 1e NK        |
| 19     | Florent Caelen           | BEL  | 2:17.31 |              |
| 20     | Tilahun Mensho           | ETH  | 2:17.59 |              |
| 21     | Koen Raymaekers          | NED  | 2:19.17 | 2e NK        |
| 22     | Stijn Fincioen           | BEL  | 2:21.13 |              |
| 23     | Dieter Brouckaert        | BEL  | 2:23.57 |              |
| 24     | Harm Sengers             | NED  | 2:24.59 | 3e NK        |
| 25     | Guy Fays                 | BEL  | 2:26.13 |              |

### Vrouwen
| rang   | naam              | land | tijd    | opmerkingen |
| ------ | ----------------- | ---- | ------- | ----------- |
| Goud   | Aberume Mekuria   | ETH  | 2:27.20 |             |
| Zilver | Miranda Boonstra  | NED  | 2:28.18 | 1e NK       |
| Brons  | Dinkenesh Mekasha | ETH  | 2:30.31 |             |
| 4      | Andrea Deelstra   | NED  | 2:34.33 | 2e NK       |
| 5      | Merel de Knegt    | NED  | 2:35.07 | 3e NK       |
| 6      | Inge de Jong      | NED  | 2:41.40 | 4e NK       |
| 7      | Els Rens          | BEL  | 2:42.09 |             |
| 8      | Claudia van Rijn  | NED  | 2:44.30 | 5e NK       |
| 9      | Miriam van Reijen | NED  | 2:46.50 | 6e NK       |
| 10     | Yvonne Kassenberg | NED  | 2:47.44 | 7e NK       |

1959 ·
1960 ·
1982 ·
1984 ·
1986 ·
1988 ·
1990 ·
1991 ·
1992 ·
1993 ·
1994 ·
1995 ·
1996 ·
1997 ·
1998 ·
1999 ·
2000 ·
2001 ·
2002 ·
2003 ·
2004 ·
2005 ·
2006 ·
2007 ·
2008 ·
2009 ·
2010 ·
2011 ·
2012 ·
2013 ·
2014 ·
2015 ·
2016 ·
2017 ·
2018 ·
2019 ·
2020 ·
2021 ·
2022 ·
2023 ·
2024 ·
2025